# Nu sjunker bullret
Nu sjunker bullret psalm med text skriven 1973 av Lars Thunberg och musiken är en svensk folkmelodi.

## Publicerad som
- Nr 192 i 1986 års psalmbok under rubriken "Kväll".
- Nr 526 i Svensk psalmbok för den evangelisk-lutherska kyrkan i Finland (1986) under rubriken "Morgon och afton", med tre verser, den tredje av Anna-Maija Raittila 1976, svensk översättning av Ull-Britt Gustafsson-Pensar 1992